# Guy van Hardenbroek
Gijsbert Carel Duco Everard d'Aumale baron van Hardenbroek (Sint Nicolaasga, 31 januari 1928 − Leersum, 17 mei 1988) was een Nederlands keramist.

## Biografie
Van Hardenbroek, telg uit het oud-adellijke geslacht Van Hardenbroek en bewoners van Kasteel Hardenbroek, was een zoon van burgemeester Gijsbert Carel Duco d'Aumale baron van Hardenbroek (1888-1956) en de in Londen geboren Lily Woodwille (1896-1985).
Van Hardenbroek volgde een opleiding aan de Vrije Academie en was leerling van Marianna Franken en Joop van Kralingen. Hij werkte in Auckland, Den Haag en Leersum. Hij was lid van de Haagsche Kunstkring, Scheppend Ambacht Nederland en de Craftsman Potters Association of Great Britain. Hij was een keramist of pottenbakker.
Van Hardenbroek overleed in 1988 op 60-jarige leeftijd.